# Vlag van Zemst
De vlag van Zemst werd door de gemeenteraad op 26 februari 1981 officieel vastgesteld als de gemeentelijke vlag van de Vlaams-Brabantse gemeente Zemst. Op 25 juni 1981 werd hij door het koninklijk besluit bevestigd en uiteindelijk gepubliceerd op 3 oktober 1981 en opnieuw op 4 januari 1995 in het officiële Belgisch Staatsblad.
Officieel wordt de vlag beschreven als:
Linksgeschuind in vijven van zwart, van geel, van groen, van geel en van zwart
De kleuren van de vlaggen zijn afkomstig van het gemeentewapen, terwijl de vijf banen de vijf componenten van de gemeente vertegenwoordigen.

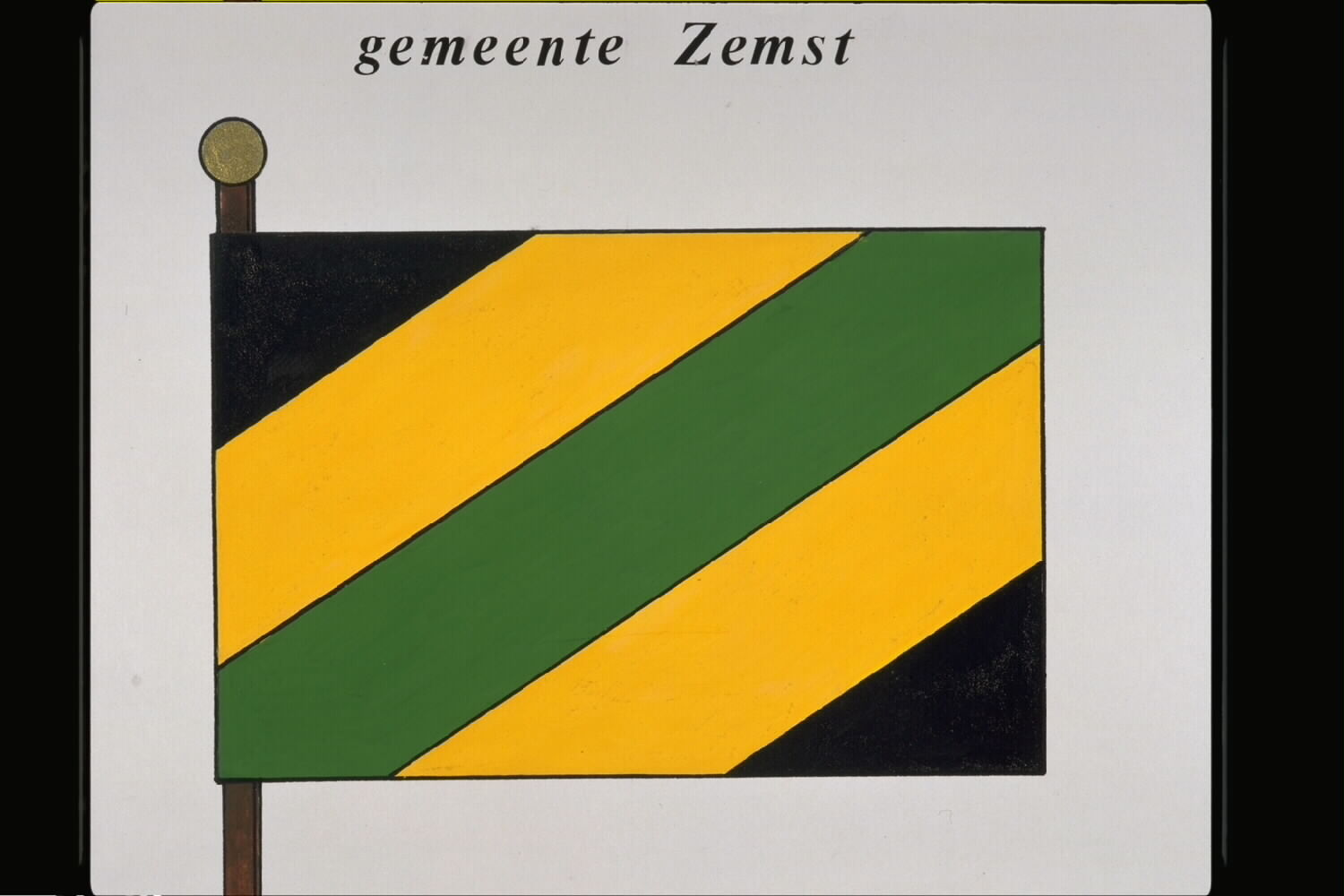
Officiële tekening van de vlag